# American LaFrance
 (juillet 2020).
American LaFrance Fire Engine Company est l'un des plus anciens fabricants d'appareils de lutte contre l'incendie aux États-Unis. Cette société, fondée en 1873, a été dissoute en 2014.

## Historique
Avec des racines qui remontent à environ 1832, les entreprises devenues American LaFrance ont construit des camions de pompiers à main, à cheval et à vapeur. 
Fondée en 1873 par Truxton Slocum LaFrance et ses partenaires, dont Alexander S. Diven (en) en tant que LaFrance Manufacturing Company vendant des équipements à main, l'International Fire Engine Company, prédécesseur de la société American La France, a construit des camions de pompiers à vapeur entre 1903 et 1907. Les appareils construits par International comprenaient des bateaux à vapeur, des wagons, des crochets et des échelles, pour les moteurs chimiques, les châteaux d'eau et les combinaisons.

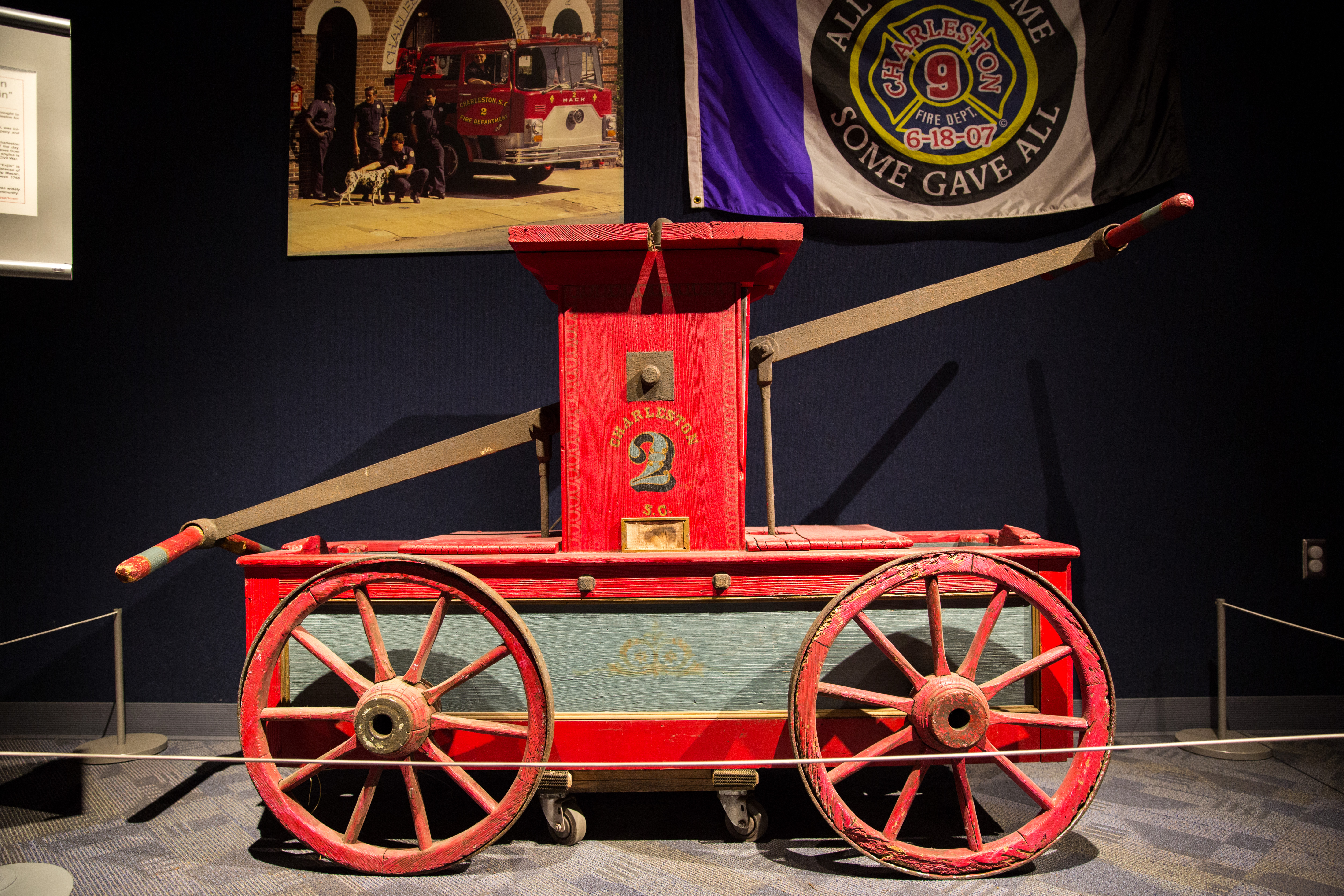
Pompe à bras.
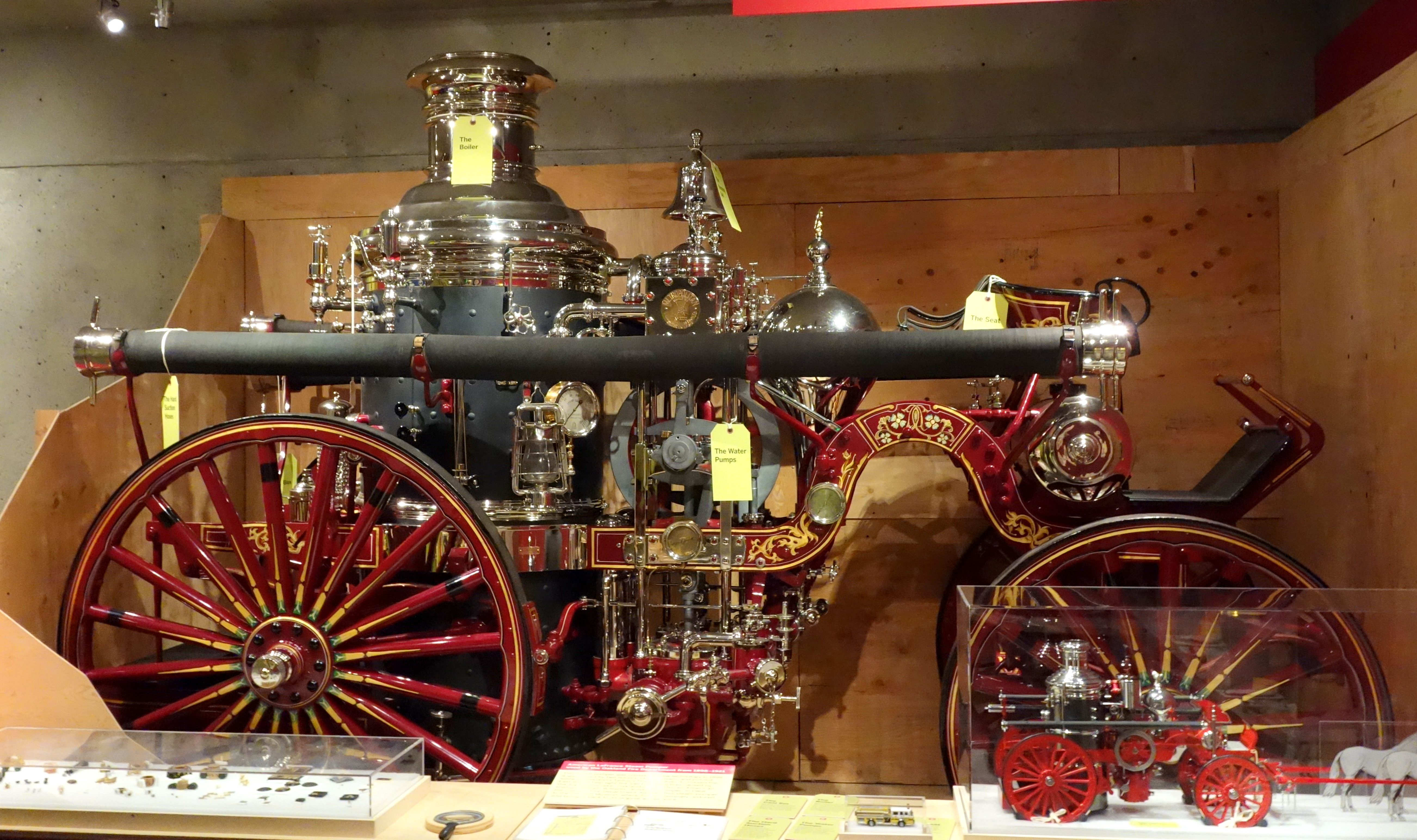
American LaFrance Steam Pumper, used by Oakland Fire Department
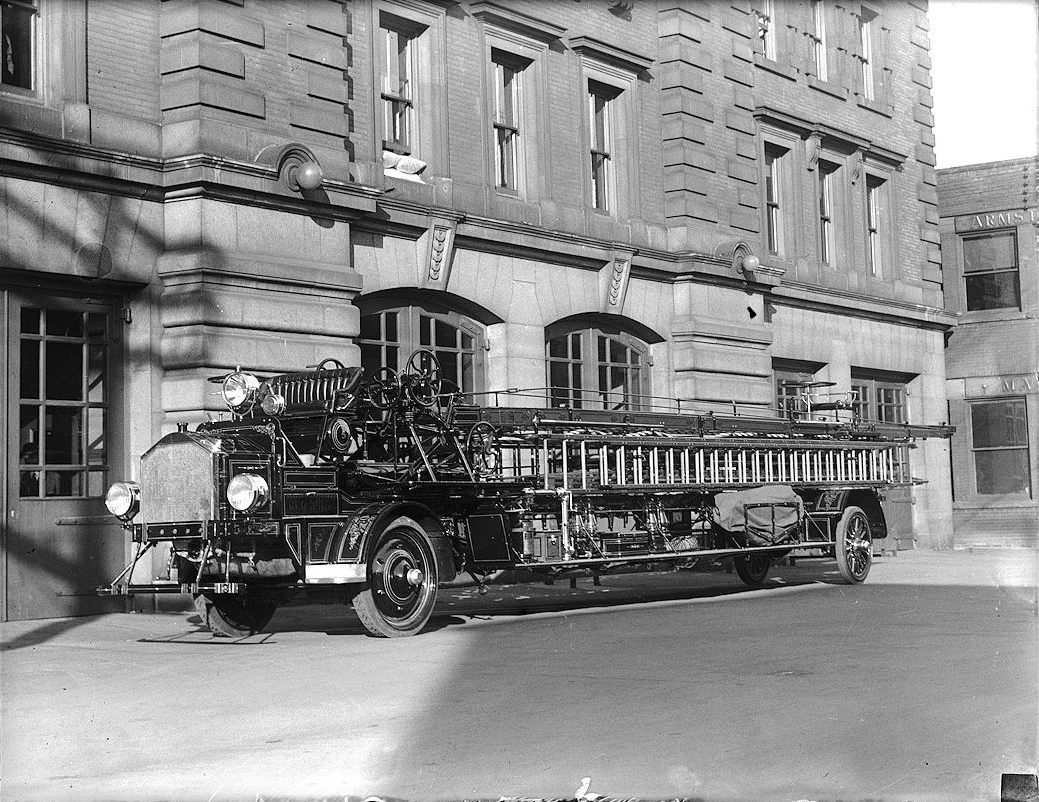
Aerial American LaFrance, Adelaide Street Firehall c. 1934

L'American LaFrance Fire Engine Company proprement dite a été fondée en 1903. Son siège social et son usine de fabrication se trouvaient à Elmira, New York. Elle a également exploité une usine canadienne à Toronto, en Ontario, où elle a vendu des appareils sous le nom de Lafrance-Foamite, jusqu'en 1971. ALF a livré son premier véhicule d'incendie motorisé en 1907. Au fil des ans, American LaFrance a construit des milliers de camions de pompiers, y compris des moteurs chimiques, pompes mixtes, camions à échelle aérienne, camions de plongée Aero Chief et camions crash aéroport. Le style classique de l'appareil American LaFrance est facilement reconnaissable. Certaines des innovations de la société ont conduit à des changements dans l'industrie, notamment la cabine avancée.
En 1995, l'entreprise a été achetée par Freightliner LLC, filiale de Daimler AG. Freightliner a continué à utiliser les plaques et désignations d'origine American LaFrance, comprenant le châssis personnalisé Eagle. Beaucoup de leurs produits Liberty ont été construits sur des châssis Freightliner LLC M2 ou Sterling Acterra. ALF exploitait des installations de fabrication supplémentaires à Ephrata (Pennsylvanie), Sanford (Floride) et Hambourg (New York). En 2005, ils étaient le cinquième plus grand fabricant de véhicules d'urgence en Amérique du Nord.

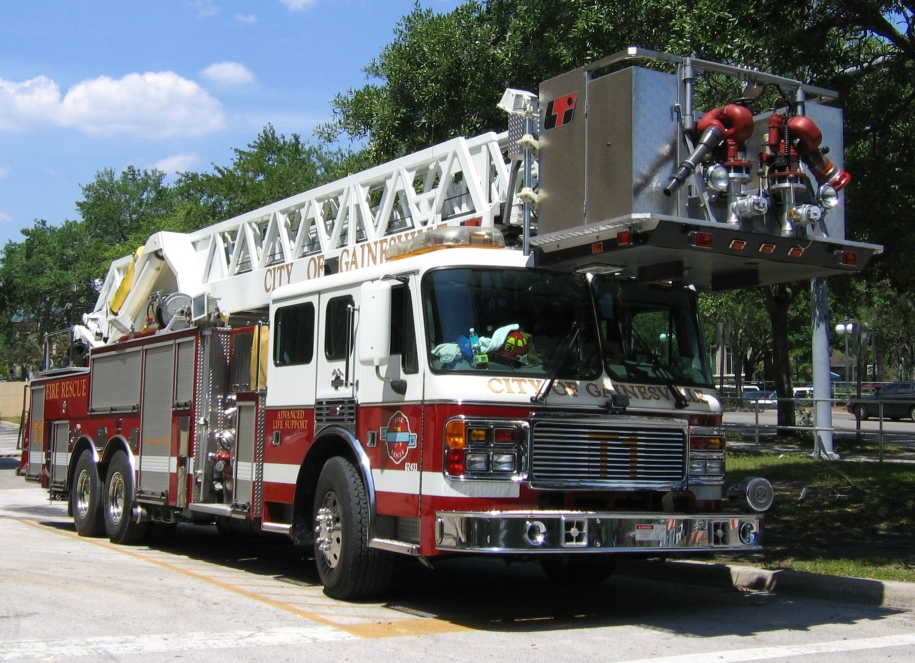
Fourgon d'incendie American LaFrance à Gainesville (Floride), 2005.

En décembre 2005, il a été annoncé que Freightliner avait transféré la propriété d'American La France à la société d'investissement basée à New York, Patriarch Partners, LLC. Le siège social et l'usine principale de Ladson, en Caroline du Sud, n'ont pas été inclus dans la transaction. Cependant, Patriarch Partners a été autorisé à utiliser l'usine jusqu'au début de 2007, lorsque DaimlerChrysler a commencé à utiliser l'usine pour assembler le Dodge Sprinter. Sous un nouveau propriétaire, ALF a déménagé dans la région de Charleston, en Caroline du Sud, à l'été 2007, dans une toute nouvelle installation, y compris le siège social de fabrication et d'entreprise, avec près de 500 000 pieds carrés (50 000 m2) d'espace total.

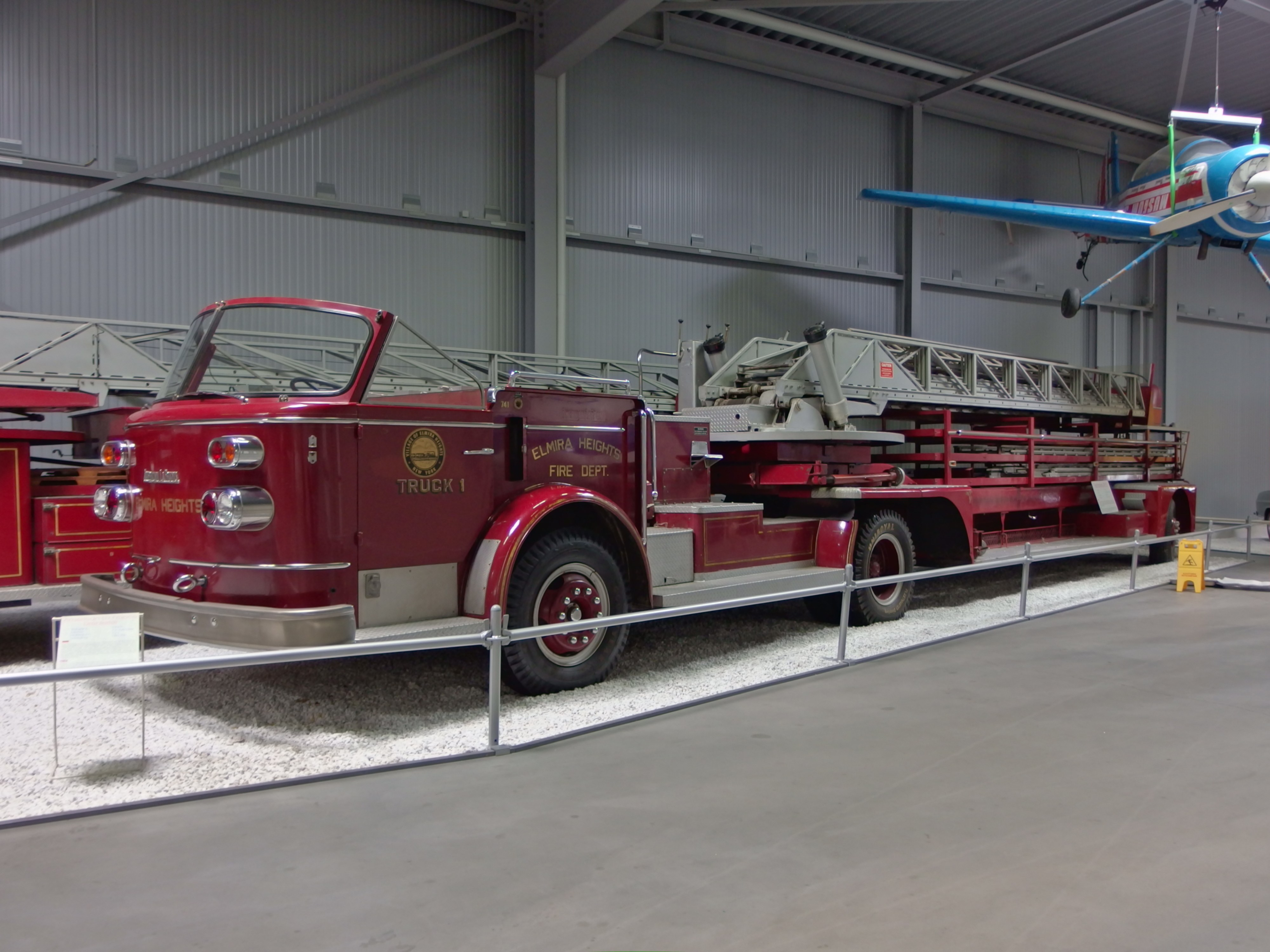
American LaFrance 700/800/900-Series
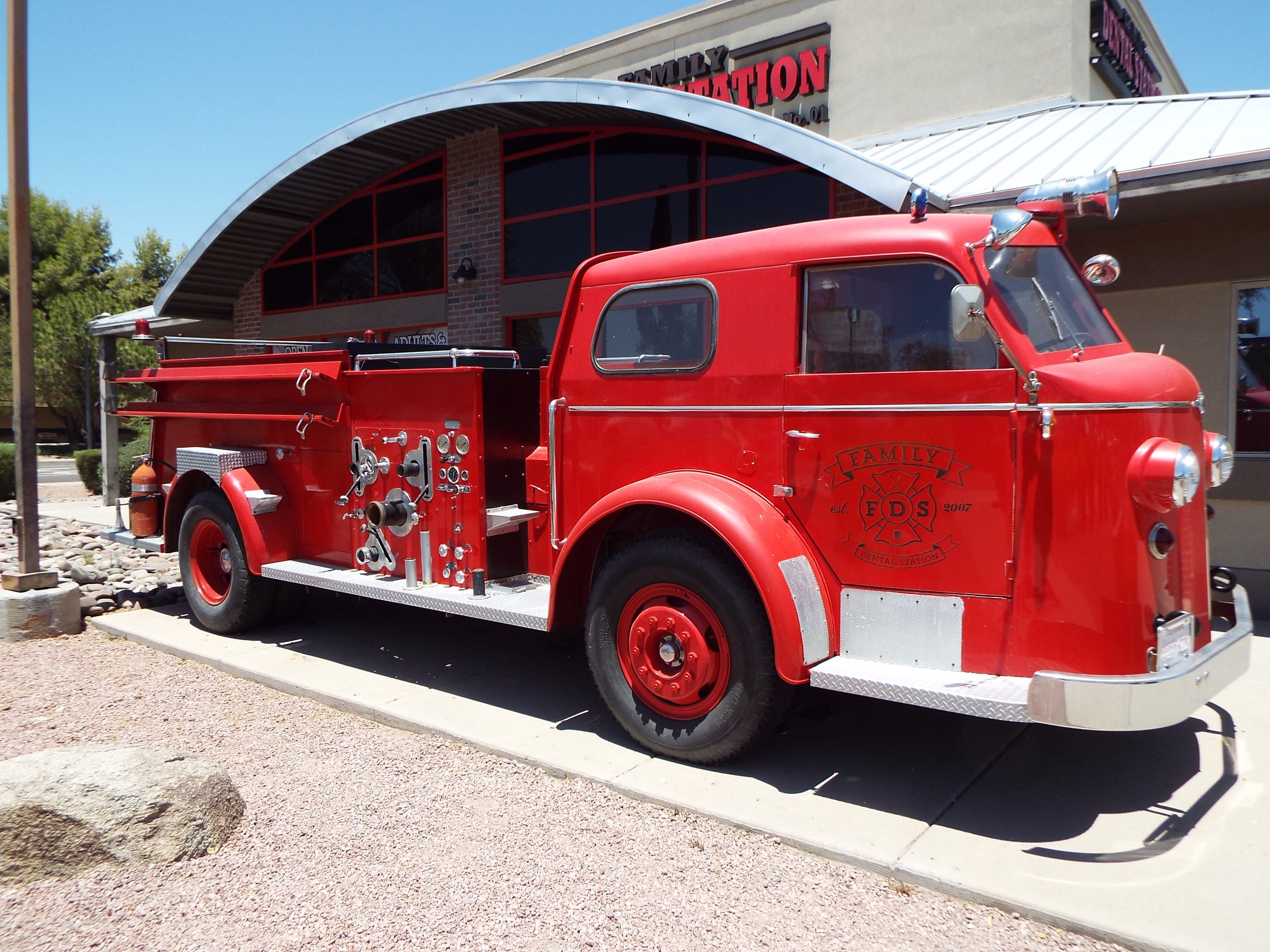
American LaFrance 700/800/900-Series
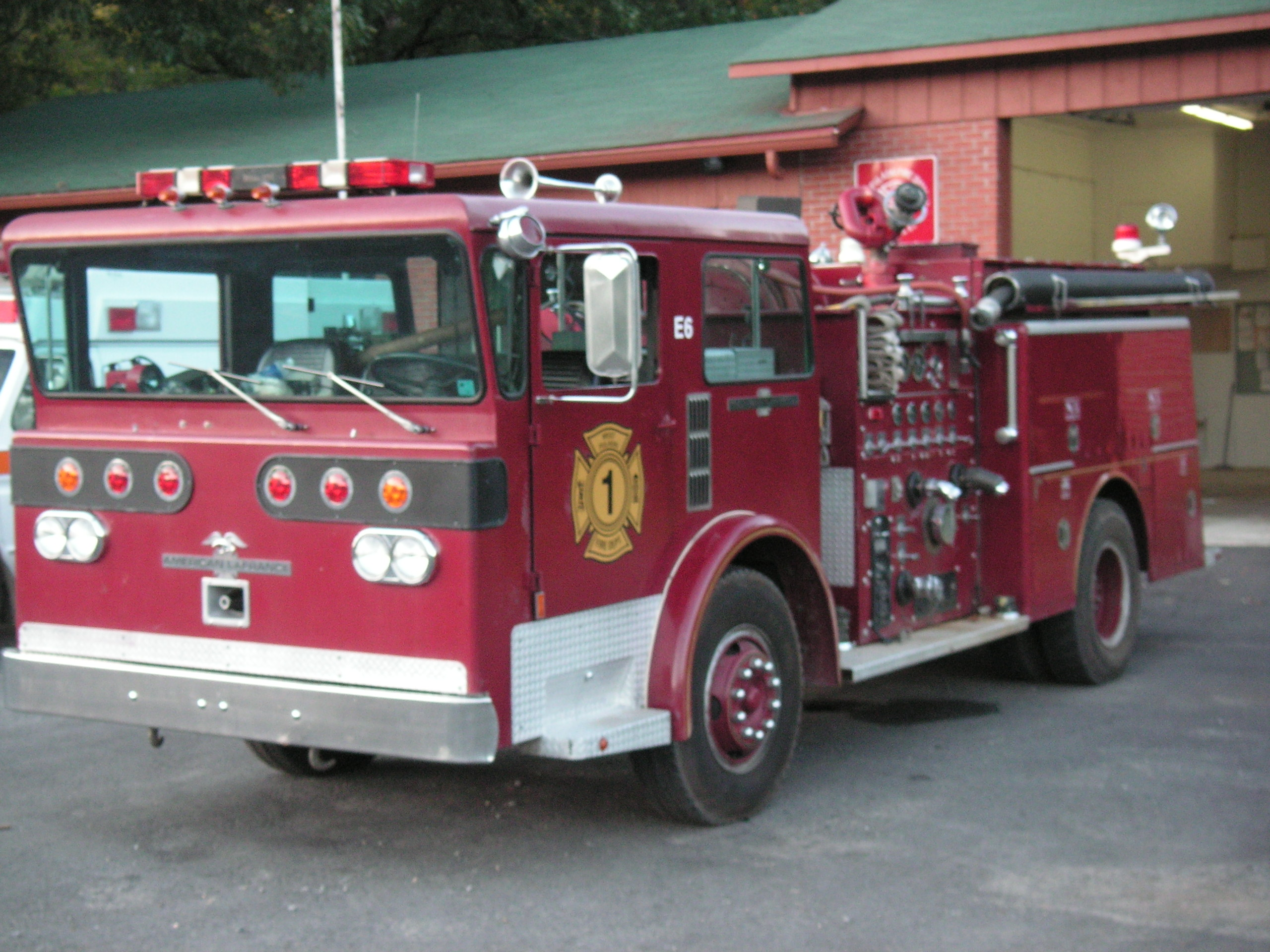
Pioneer Series
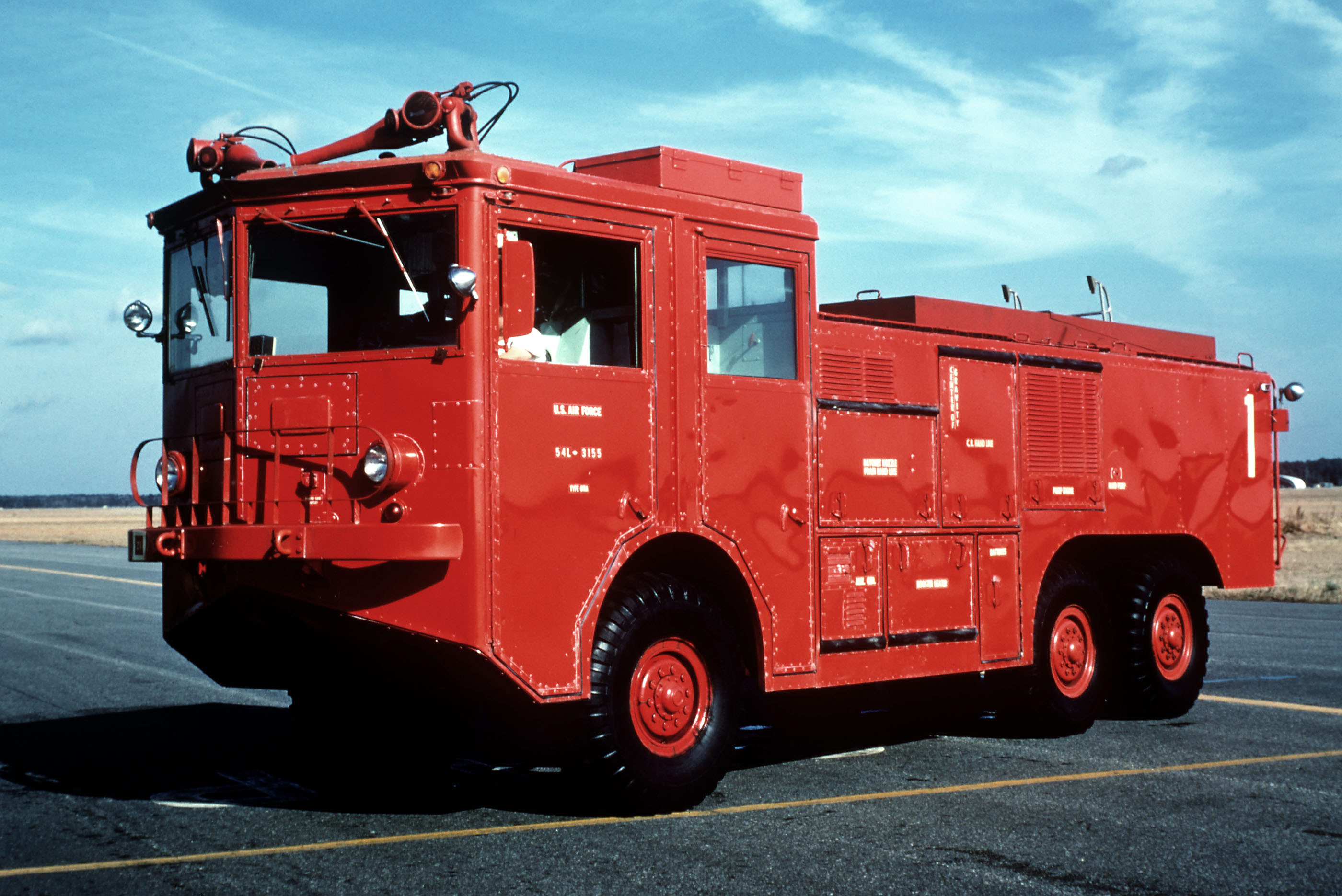
O-11A airport crash tender
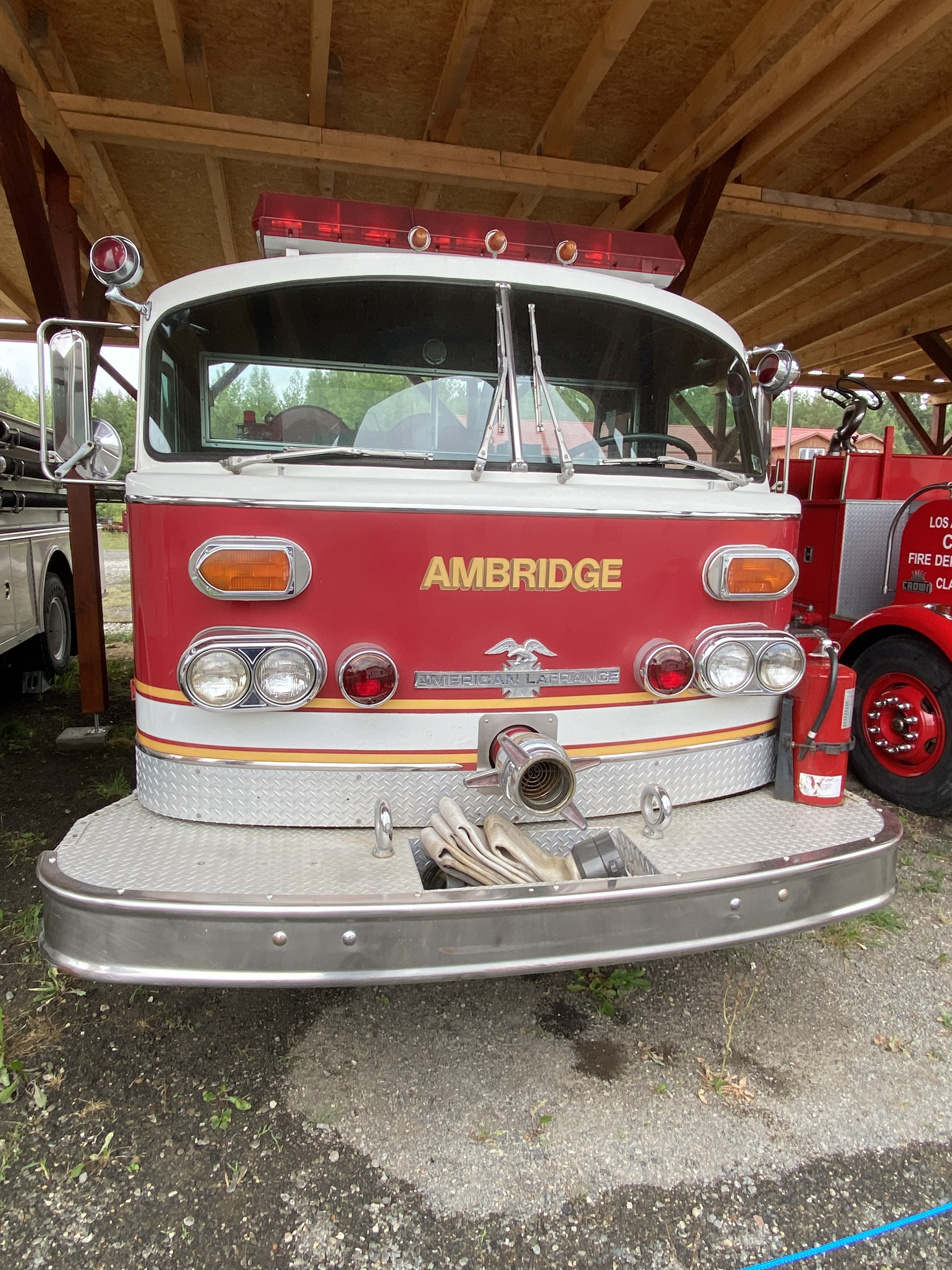
1977 American LaFrance FT

Le 28 janvier 2008, American La France a déposé une demande de mise en faillite au titre du chapitre 11, mettant en cause des problèmes liés à la mise en œuvre d'un nouveau système de planification des ressources d'entreprise (ERP) IBM. Le 25 juillet 2008, la société est sortie de la faillite avec un plan d'affaires révisé pour transférer la partie de la construction de carrosseries de camions à Hambourg, NY (anciennement RDMurray Inc.) et Ephrata, PA (anciennement Ladder Towers Inc. ) installations. L'usine de Summerville, en Caroline du Sud, a continué de fabriquer des cabines et des châssis de camions de pompiers, mais s'est concentrée sur les véhicules professionnels et la gamme de véhicules Condor. En 2009, la société a fermé Hambourg et Ephrata pour tenter de consolider ses opérations à Summerville. Le 17 janvier 2014, la société a annoncé qu'elle cessait ses activités.

## Aperçu de la production

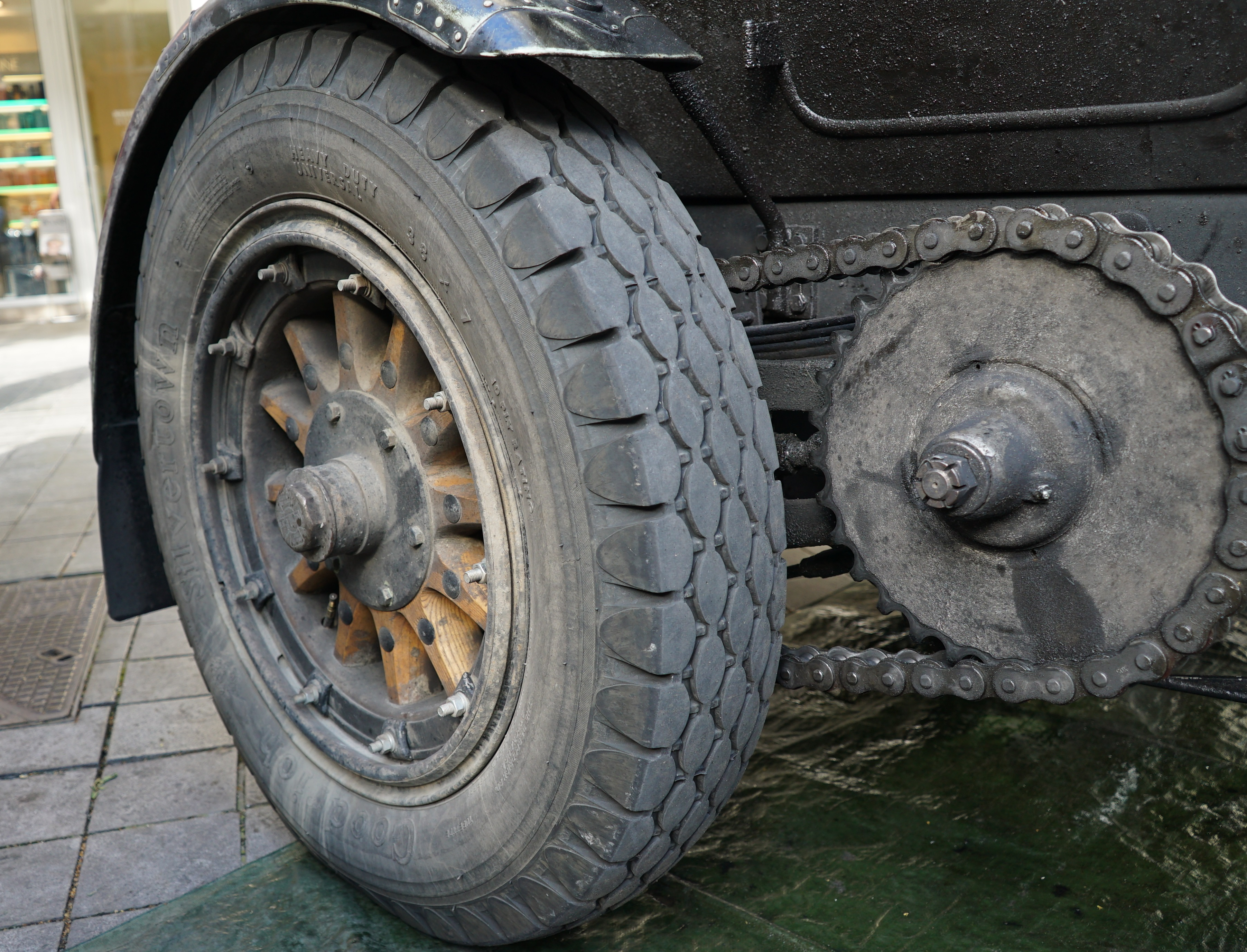
Roue à rayons en bois et transmission à chaîne.

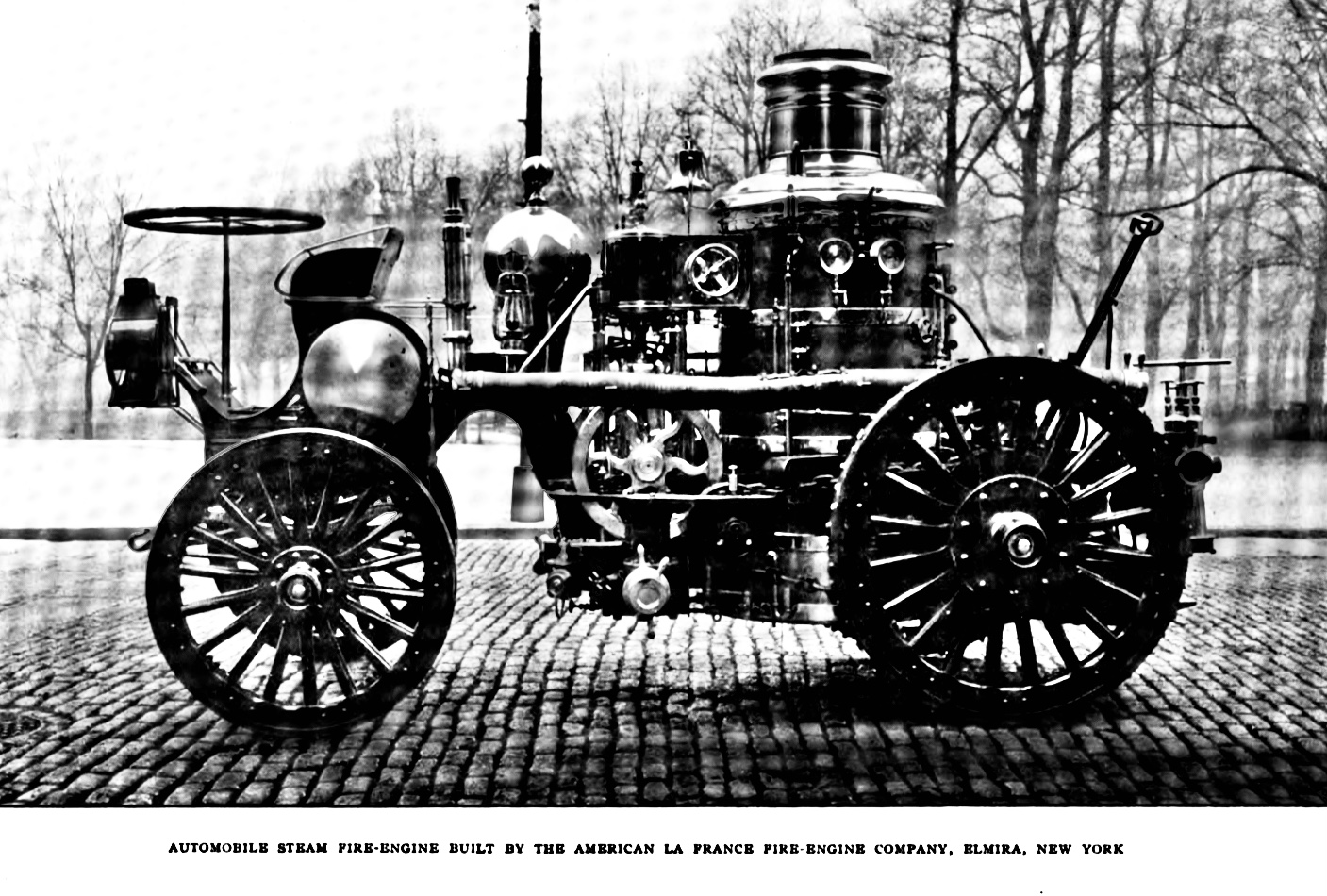
American LaFrance Type 1 (1903).

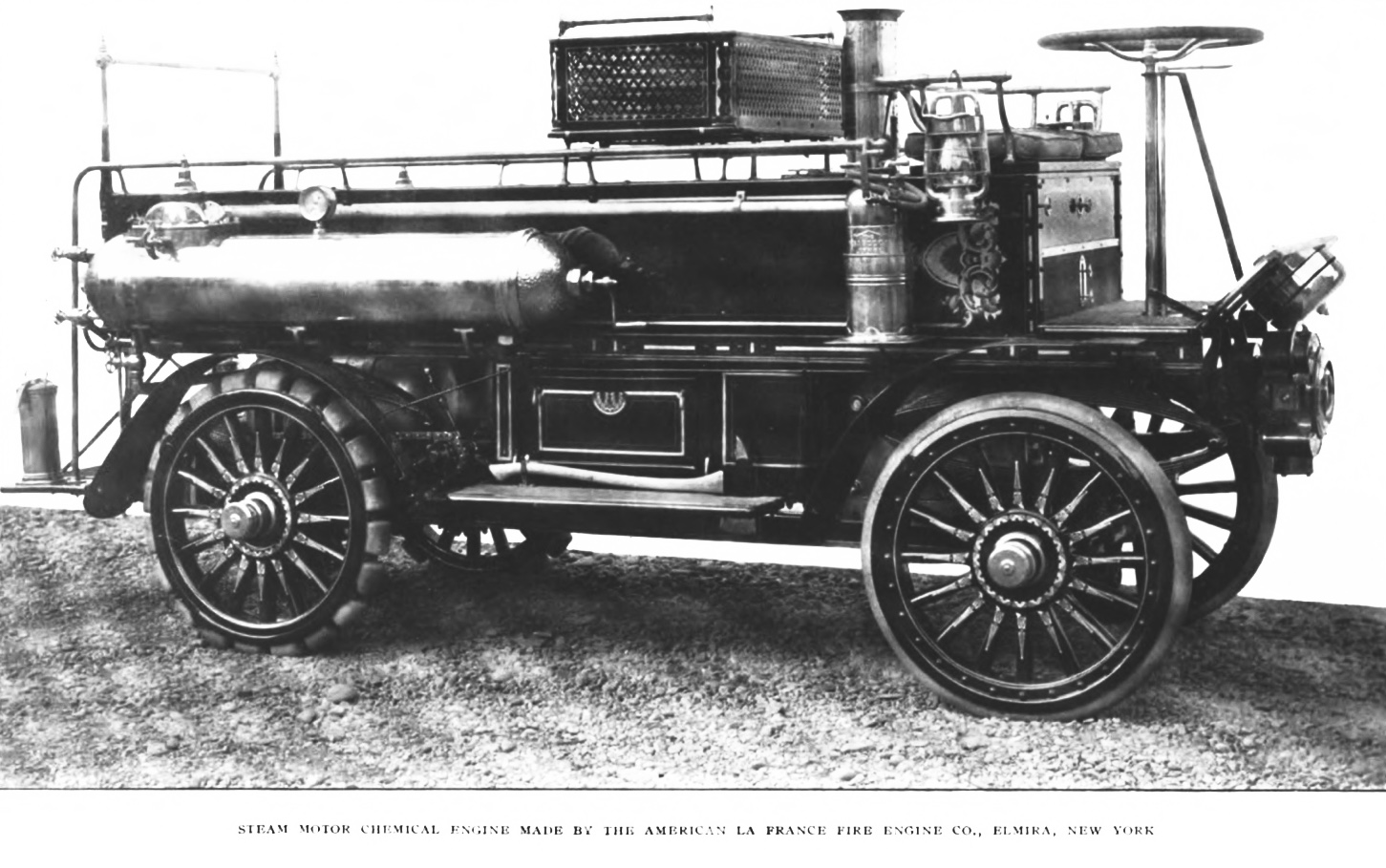
American LaFrance Type 3 Two-Tank Chemical Car (1905).

- Type 1  1903-1904 Steam-powered Combination Hose & ChemicaL Wagon
- Type 3  1905-1905 Packard "N" Two-Tank ChemicaL Car - only 1 built
- Type 4  1909-1912 Simplex based chassis - 2 built[9]
- Type 5  1910-1911 First complete ALF motor fire apparatus - 4 cyl.
- Type 6 1910-1914 La France Commercial truck
- Type 8  1908-1910 ALF roadster type passenger car
- Type 10 1911-1920 Improved larger version of Type 5
- Type 12 1911-1925 6 cyl. 800, 900 & 1000 GPM pumper[10]
- Type 14 1912-1926 City service ladder truck
- Type 15 1913-1925 1400 GPM Pump and hose car
- Type 16 1912-1916 Front drive aerial ladder truck
- Type 17 1913-1926 Tractor drawn - aerial, water tower, ladder
- Type 18 1913-1913 2-wheel front-drive steam fire engine tractor
- Type 19 1915-1928 1000 GPM Pump and hose car, 6 cyl.
- Type 20 1914
- Type 25 1914-1914 Front drive, straight frame aerial ladder
- Type 28 1915-1915 Front drive service ladder truck
- Type 29 1914
- Type 30 1914-1914 Front drive, bevel-gear drive water tower
- Type 31 1915-1929 2-wheel front-drive tractor
- Type 32 1915-1927 La France/Model "T" Ford, Alf "F" series
- Type 33 1917-1926 Front drive straight frame service ladder truck
- Type 34 1916-1916 Centrifugal pumper
- Type 38 (19??-19??) Previous entry not listed in reference source
- Type 40 (19??-19??) Previous entry not listed in reference source
- Type 45 (19??-19??) Previous entry not listed in reference source
- Type 52 1922-1927 "Village Queen" Model "T" Ford trailer pump
- Type 63 (19??-19??) Previous entry not listed in reference source
- Type 65 19??-19?? 400 GPM Junior pumper
- Type 75 1915-1927 750 GPM 6 cyl Pumper - large number built
- Type 91 1927-1927 500 GPM Pumper - Buda-6 cycl. engine
- Type 92 1927-1927 600 GPM Pumper - Buda-6 cycl. engine
- Type 94 19??-19?? Service ladder truck, Buda-6 cycl.
- Type 96 19??-19?? Same as Type 94 but configured as a Quad
- Type 99 1927-1932 GMC Cosmopolitan, Buick 6-cyl. - see 100 series
- Type W 1928
- Type 500 1941-1946 Narrow cab and body design
- Type 600 1941-1946 Narrow cab and body design
- 100 Series 1926-1929 Metropolitan
- 200 Series 1929-1931 Master
- 300 Series 1931-1935 V-12 powered, 312A
- 400 Series 1933-1938 Junior 450/600/475 GPM
- 400 Series 1935-1940 Senior1000/1250/1500 pump-in-cowl design
- 500 Series 1938-1941 New enclosed streamlined design
- 600 Series 1941-1946 Improved 500 Series
- JO/JOX Series 1938-1946 mid-mount aerial ladder - Cab-ahead

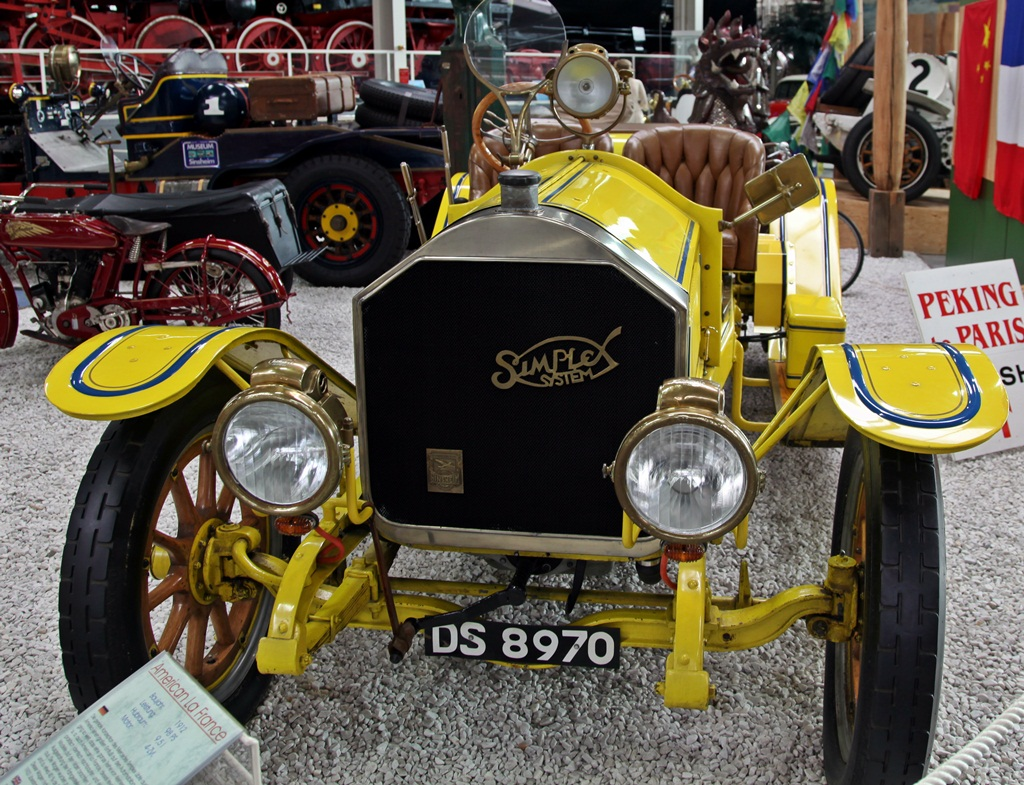
1912 American LaFrance Simplex 9.5l 4cyl. touring car (98PS).
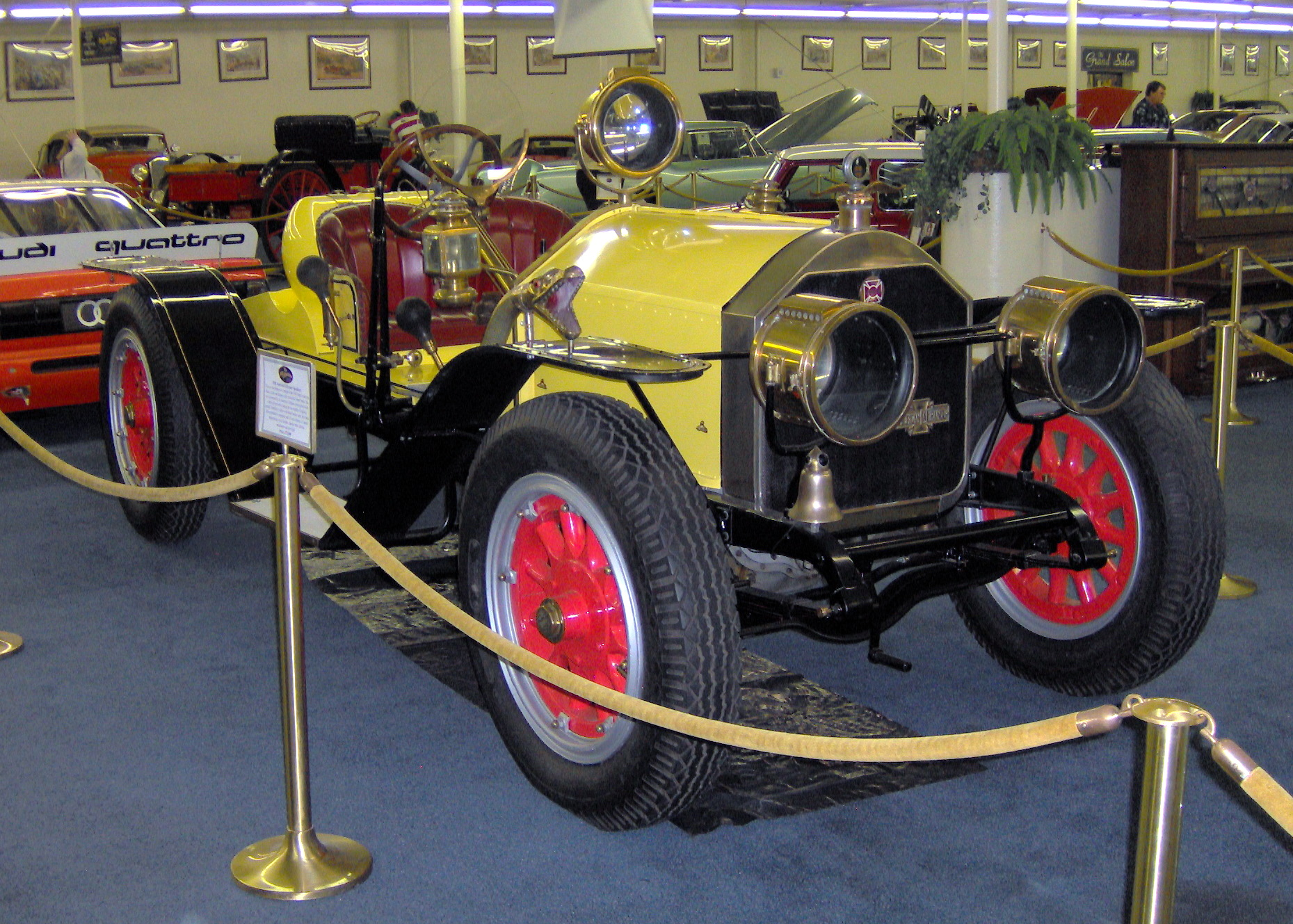
1916 American LaFrance Speedster automobile.
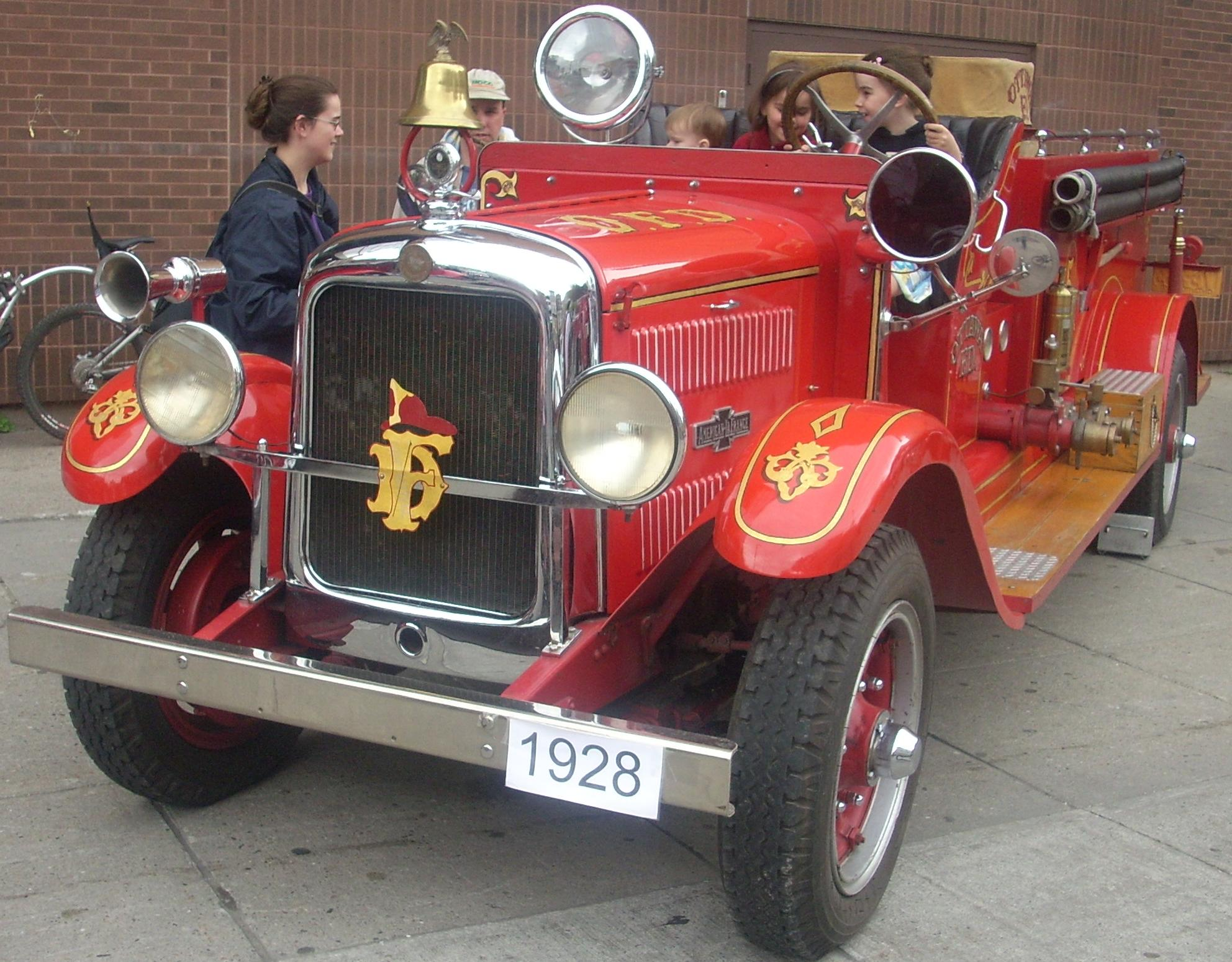
A 1928 American LaFrance fire truck from Ottawa.
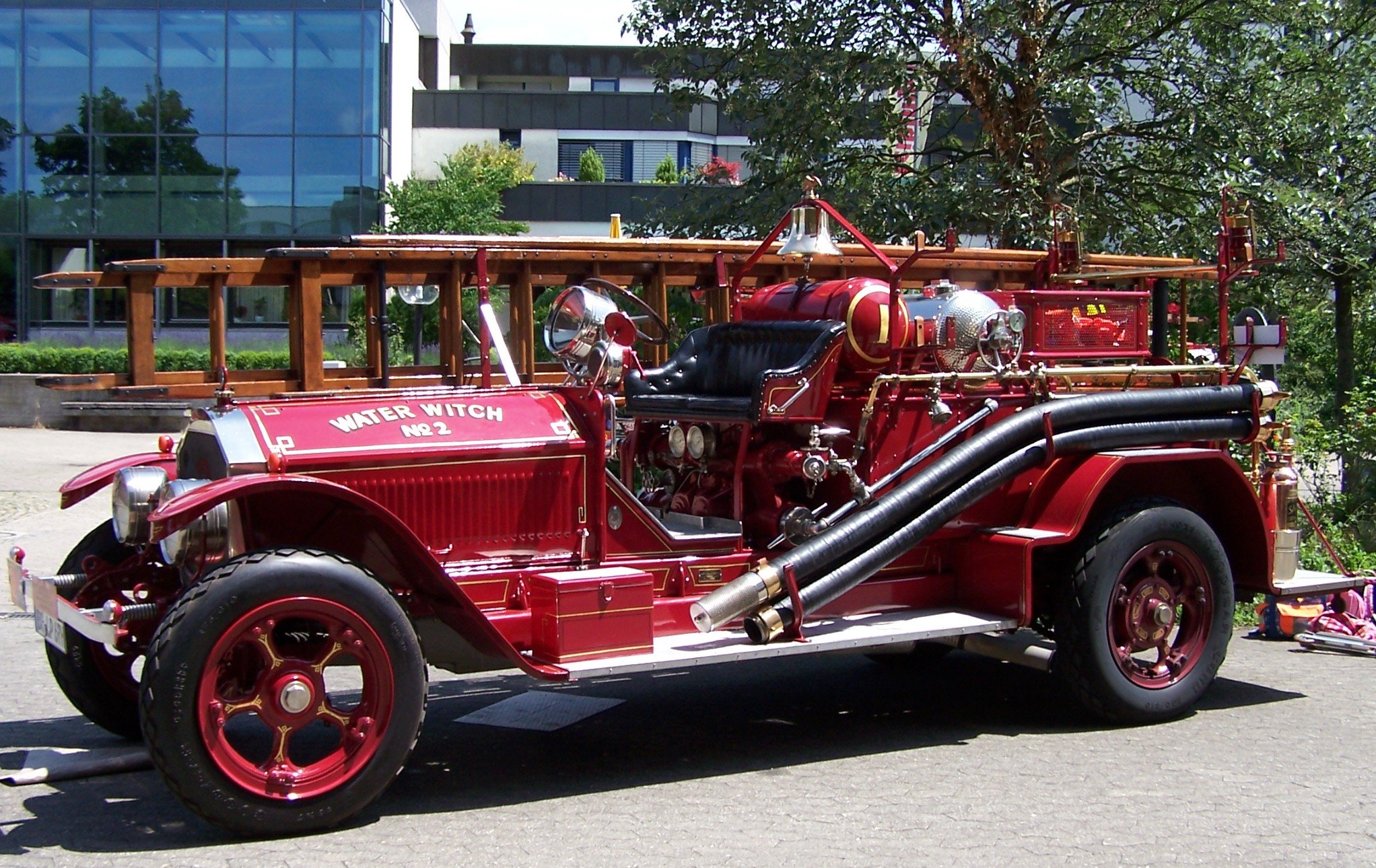
American LaFrance 75 No 3542 2008 en Allemagne.

- 700 Series 1947-1959 Cab-ahead-of-engine design
- 800 Series 1956-1958 Updated 700 Series (Pumpers only)
- 900 Series 1958-1974 New wide-cab design
- Pioneer I, II & III 1964-1978 Also Sparton I TCM flat-panel cab
- Pacemaker 1973-1976 TCM canopy cab-forward
- 1000 Series 1970-1974 Premium version of 900 Series
- Century Series 1974-1985 New wider cab
- Century 2000 1986-1994 Redesign by Kersey/ALF
- Patriot 1992-1994
- ALF Eagle 1996–2014 All-new custom chassis
- ALF Metropolitan 1999–2014 Entry-level custom chassis
- Freightliner Business Class, M2 2002–2014 Commercial chassis

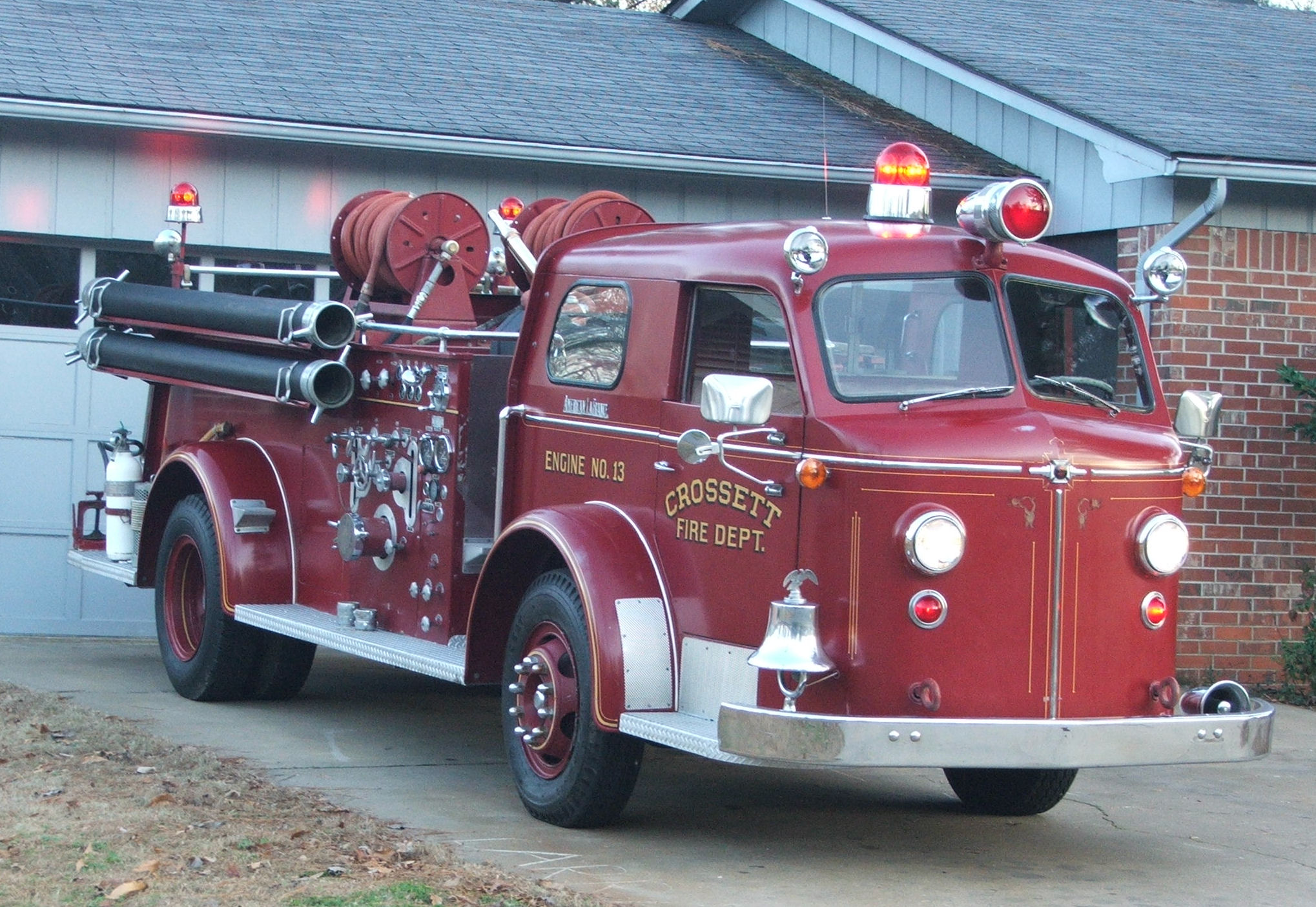
A restored 1954 American LaFrance Type 700 pumper.
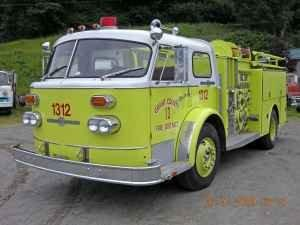
A 1970 American LaFrance Type 900 pumper.
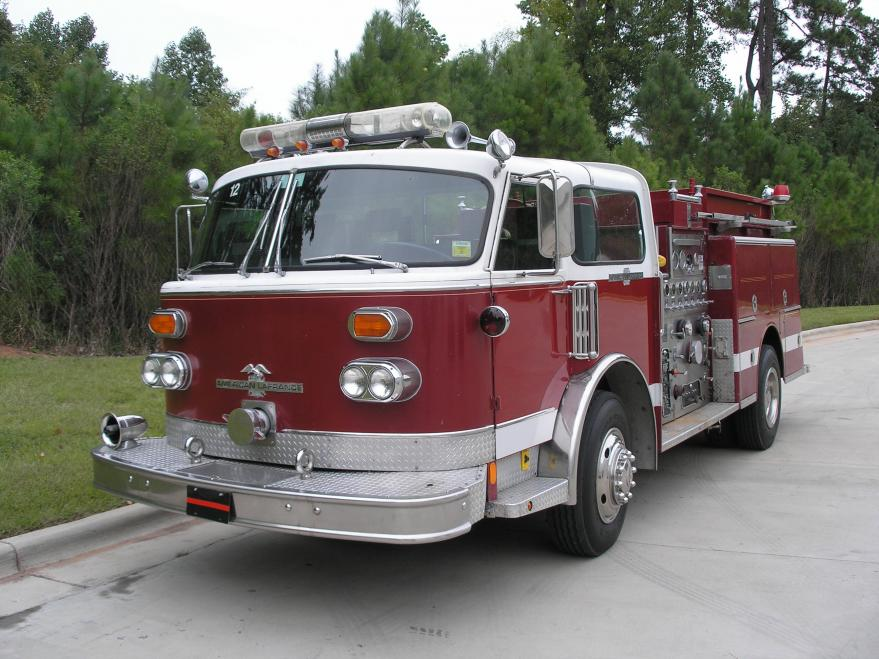
A 1979 American LaFrance 1000 Century Series Pumper.
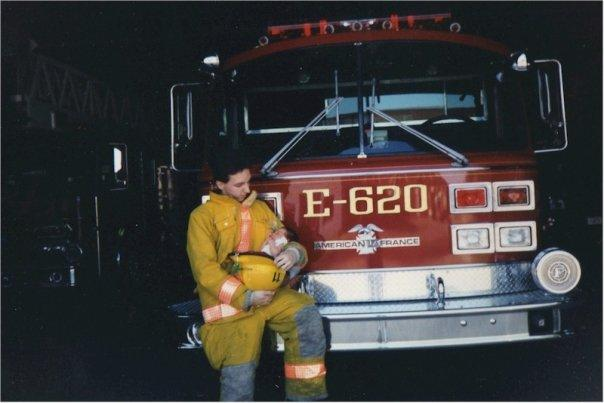
A firefighter holds a baby, in front of a 1990 American LaFrance Century 2000 pumper.
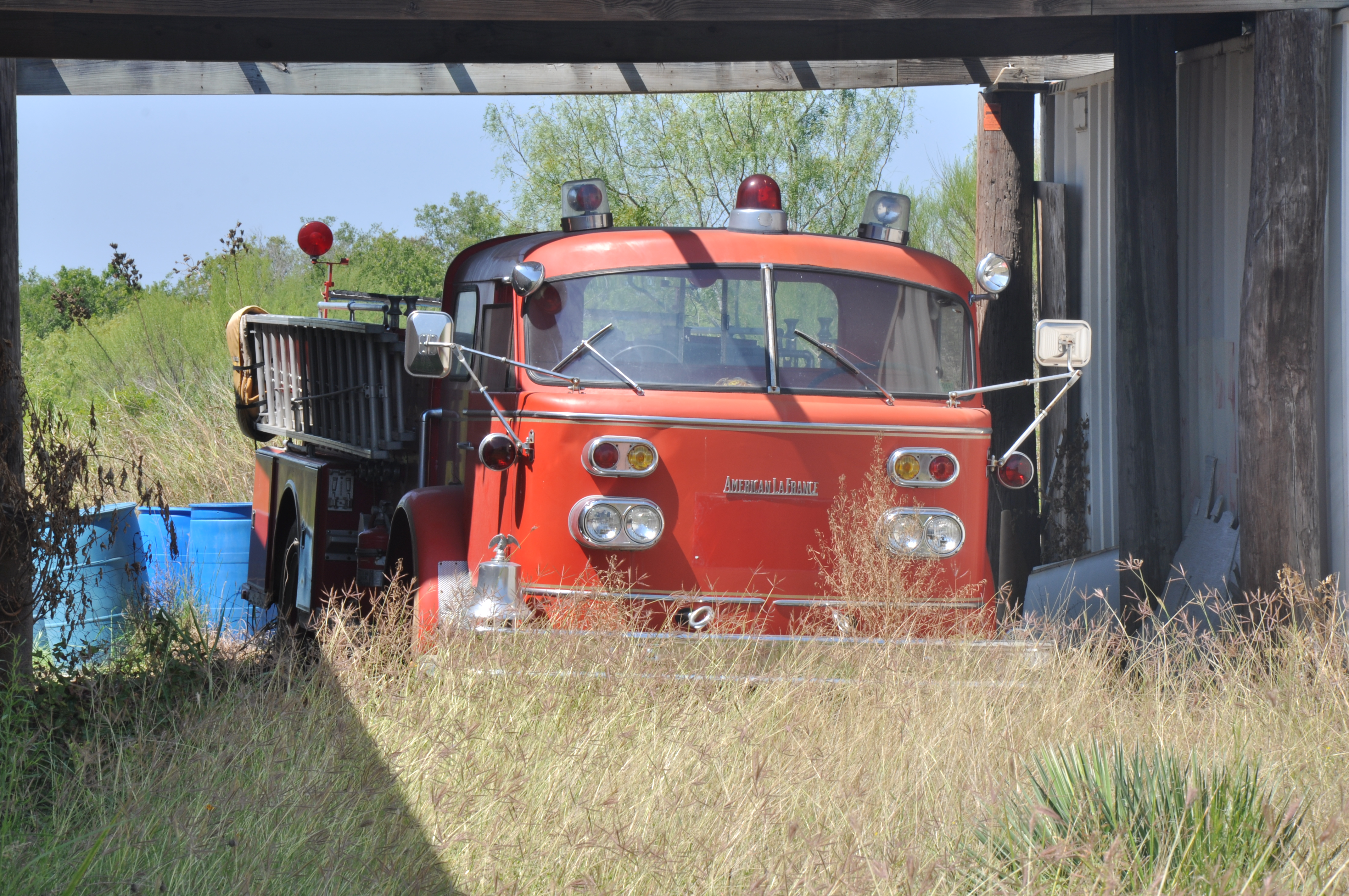
1958 American LaFrance Series 900 Fire Truck at the Texas Transportation Museum.

## Sources
Sources Internet Archive

### Châssis
- Eagle*    Eagle Mid-Engine* Eagle SE* Metropolitan* Commercial* Condor

### Emergency apparatus
- Pumpers* Aerials* Tankers* Rescues* Ambulance* Wildlands* Liberty

### Vocational application
- Refuse* Construction* Airport Service* General Utility